# Масатс, Рамон
Рамо́н Ма́сатс Татера (исп. Ramón Masats Tatera; 17 марта 1931[…], Кальдес-де-Монтбуй, Каталония — 4 марта 2024, Мадрид) — испанский фотограф.

## Биография
Его интерес к фотографии проснулся во время военной службы, когда он, изнывая от скуки, нашёл журнал Arte Fotográfico. На деньги, утаенные от отца, Рамон Масатс покупает камеру, делает первые снимки и записывается в фотокружок при казино в Террассе.
Начинает свою карьеру фоторепортера в 1953 году с работы об улице Лас Рамблас в Барселоне. В следующем году вступает в Объединение фотографов Каталонии, снимает жильё вместе  с коллегами Рикардом Терре и Шавьером Мизераксом.
В 1957 году он переезжает в Мадрид и много ездит по Испании, работая фоторепортёром в журнале  Gaceta Ilustrada. В том же году присоединяется к коллективу мастеров, которые стали новаторами фотографии в Испании середины XX века (Grupo fotográfico AFAL  — ассоциация фотографов с центром в Альмерии), и вместе с другими фотографами, такими, как Габриэль Куальядо, Херардо Вьельба и Пако Гомесом они основали группу La palangana («Умывальный таз»). Чуть позднее к этой группе примкнули Хуан Дольсет Сантос, Рафаэль Ромеро и Гонсало Хуанес — представители направления, которое впоследствии назовут «мадридской школой фотографии».
Между 1958 и 1964  годами Масатс сотрудничает с разными периодическими изданиями (Gaseta Ilustrada, Mundo Hispánico, Ya, Arriba) и демонтрируект свои работы на выставках ‒ как индивидуальных, так и совместных с другими фотографами. В 1960 году получает премию Negtor.
В 1962 году вышла книга «Нейтральный угол» — рассказы писателя Игнасио Альдекоа и фотографии Рамона Матсаса в серии «Слово и образ». В 1963 году была издана его книга «Сан-Фермин» (о ежегодном празднике Сан-Фермин в Памплоне), получившая премию как лучше всего изданная книга года. Она стала важным этапом в творчестве Масатса. Работая над ней в течение нескольких лет, он полностью отходит от языка традиционной фотографии и вырабатывает свои творческие принципы.
В 1964 году выходит в свет совместная книга Масатса и Мигеля Делибеса «Старые истории Старой Кастилии», Масатс делает выставку совместно с Карлосом Саурой и снимает свой первый документальный фильм «Живой Прадо», получивший специальный приз в Таормине.
После премии кинематографического фестиваля в Бильбао, которую выиграл снятый им фильм «Тот, кто учит», Масатс на 18 лет отходит от фотографии, чтобы посвятить себя документальному кино для испанского телевидения. Главной его темой становятся испанские селения и обычаи. Он снял серии «Познакомьтесь с Испанией», «Корни, или накануне нашего времени», «Реки», «Если бы камни разговаривали», «Испания контрастов», «Зима в Испании», «Рай, возникший из воды: Канары». Этот период достиг наивысшей точки в полнометражном фильме с названием  Topical Spanish, снятом по его собственному сценарию и с участием известных музыкантов Испании.
В 1981 году Масатс вернулся в фотографию и стал работать почти исключительно с цветной фотографией. С того времени он издал много альбомов (в частности, альбом фотографий «Наш Мадрид» с текстом известного писателя и журналиста Луиса Каранделя (1981); альбом «Андалусия» с поэтом Хосе Мануэлем Кабальеро Бональдом в 1986 году), в 1999 году в мадридском Кружке изящных искусств вышла антология его работ (Масатс отобрал 150 чёрно-белых и цветных фотографий). Снял несколько документальных фильмов для Всемирной выставки в Севилье в 1992 году.
Умер 4 марта 2024 года в Мадриде в возрасте 92 лет.

## Вклад и признание
Его выставки (как ретроспективные, так и новых работ) проходят в самых престижных залах Испании (в частности, в Музее королевы Софии и в мадридском Атенее, в центрах Института Сервантеса в разных странах) и мира. В 2002 году его работы выставлялись в московском Институте Сервантеса. Работы Масатса находятся в коллекциях таких музеев, как Центр искусств королевы Софии, в Королевской академии изящных искусств Сан-Фернандо, Национальном музее искусства Каталонии и др.

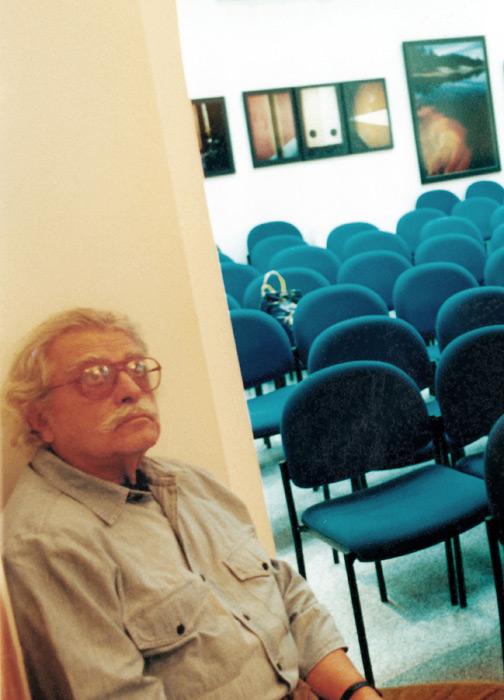
Рамон Масатс на открытии своей выставки в Москве. Институт Сервантеса, 2002 год

Оказал большое влияние на фотографов своего поколения, стал новатором документального репортажа в 1960-х. Критики отмечают его инстинкт фотографа и уникальное умение уловить моменты жизни, не превращая при этом фотографию в механический слепок.
Исключительно важна его роль в запечатлении культурного облика страны, в соединении истории и современности, в пропаганде культуры. Это особенно ценно, если учесть, что Масатс начинал работать в эпоху диктатуры Франко и остался в стороне от официозной фотографии, показывая при этом повседневную жизнь испанского общества.
По мнению фотографа и педагога Евы Марии Контрерас, «благодаря Масату и фотографам его поколения в испанской фотографической панораме открывается новый этап, который, однако, не повлёк за собой какого-либо травматического разрыва, а, скорее, является естественной эволюцией искусства к истинному пути, который был отрезан войной и её последствиями».

### Премии
- Национальная премия по фотографии (2004)
- Премия культуры автономного сообщества Мадрид (2002)
- Премия им. Бартоломе Роса за профессионализм, фестиваль «ФотоИспания» (2001)
- Премия кинематографического фестиваля в Бильбао (1965)
- Специальная премия в Таормине за его первый документальный фильм «Живой Прадо» (1964)
- Премия за лучшую книгу Los Sanfermines (1963)
- Премия за лучшие фото на съёмках картин «Сид», «Падение Римской империи», «55 дней в Пекине» (Англия, 1962)
- Фотопремия Negtor (1960)
- Приз имени Луиса Наварро от Ассоциации фотографов Каталонии (1957)